# 米亞斯特羅湖
米亞斯特羅湖（白俄羅斯語：Мястра）是白俄羅斯的湖泊，毗鄰米亞德利，由明斯克州負責管轄，長5.8公里、寬4.5公里，面積13.1平方公里，流域面積130平方公里，湖岸線長度20.2公里，平均水深5.4米，最大水深11.3米。